# Sergueï Sourovikine
Sergueï Vladimirovitch Sourovikine (en russe : Сергей Владимирович Суровикин), né le 11 octobre 1966 à Novossibirsk en URSS, est un général de l'armée russe et ancien commandant des forces aérospatiales. En 2012, il est chargé de mettre en place la police militaire russe, nouvelle organisation au sein de l'armée russe. Sergueï Sourovikine commande le district militaire Est entre 2013 et 2017 et est présenté dans les médias comme le commandant du groupe des forces russes en Syrie lors de l'intervention militaire russe dans la guerre civile syrienne.
Le 8 octobre 2022, il est nommé commandant chargé des opérations militaires en Ukraine durant l'invasion russe de l'Ukraine dans le cadre de la guerre russo-ukrainienne, avant d'être remplacé par Valeri Guerassimov en janvier 2023. Il est démis de ses fonctions le 23 août 2023 pour ses liens avec le groupe Wagner.

## Carrière
Sergueï Sourovikine termine en 1987 avec une médaille d'or sa formation à l'école supérieure de commandement interarmes Frounzé d'Omsk. Après avoir obtenu son diplôme, il commande  un peloton de fusiliers motorisés, puis sert comme commandant d'une unité de fusiliers motorisés de la 2e division de fusiliers motorisés de la Garde. Il participe à la guerre d'Afghanistan de 1979-1989 et en 1989, il se distingue dans des exercices de combats d'infanterie.
Devenu capitaine, il commande en août 1991 le 1er bataillon de fusiliers motorisés de la 2 division de fusiliers motorisés de la Garde, bataillon composé de 20 BMP-1 et d'un BRDM-2. Il est envoyé par le Comité d'État sur l'état d'urgence dans le cadre des couvre-feux sur l'Anneau des Jardins de Moscou. Lors de la tentative de putsch à Moscou menée par tenants de la ligne « dure » au sein du Parti communiste de l'Union soviétique, dans la nuit du 20 au 21 août, la colonne est arrêtée par la foule, des barrages sont construits sur la voie publique. Sergueï Sourovikine s'adresse à la foule en avertissant qu'il y a des munitions dans le BMP, exige de laisser passer le convoi et tire deux coups de semonce vers le haut avec son arme de service. Puis, avec une partie de la colonne (12 véhicules de combat), il perce les barrages et quitte les lieux. En riposte aux attaques de la foule contre les véhicules de combat restants, trois jeunes ont été tués. Les assaillants brûlent un véhicule de combat d'infanterie, un autre est endommagé, six militaires sont blessés. Après l'échec de la tentative de putsch, Sergueï Sourovikine est arrêté, mais les poursuites sont annulées. Le président Boris Eltsine déclare  « ... il faut libérer immédiatement le major Sourovikine » précisant ainsi qu'il doit être élevé en grade pour exécution exemplaire du devoir militaire.
Alors qu'il étudie à l'académie militaire Frounzé, en septembre 1995, il est reconnu coupable de complicité dans l'acquisition et la vente, ainsi que par le tribunal militaire de la garnison de Moscou, d'armes à feu et de munitions sans autorisation appropriée (article 17, partie 1 de l'article 218 du code pénal de la RSFSR)[non pertinent]. Il est condamné à un an de sursis de privation de liberté, mais « Lorsque l'enquête a découvert que l'officier avait été piégé, l'accusation a été abandonnée et la condamnation a été éteinte » (chef adjoint du département des enquêtes militaires du district fédéral du Sud, Sergueï Sypatchev),. Cependant, les opposants de Sergueï Sourovikine tentent de spéculer sur le sujet d'une condamnation pour vente d'armes, malgré le fait qu'elle ait été annulée. Ensuite, Sergueï Sourovikine fait appel au tribunal et  obtient l'annulation de cette décision de condamnation qui avait été prise contre lui.
En 1995, il termine avec les honneurs l'Académie militaire Frounzé et sert au Tadjikistan, comme commandant d'un bataillon de fusiliers motorisés, puis devient chef de l'état-major du 92e régiment de fusiliers motorisés, chef de l'état-major et commandant du 149e régiment de fusiliers motorisés de la Garde[réf. nécessaire], chef d'état-major de la 201e division de fusiliers motorisés.
En 2002, il termine avec les honneurs l'Académie militaire de l'état-major général des forces armées de la fédération de Russie.
De 2002 à 2004, il commande la 34e division de fusiliers motorisés (Ekaterinbourg): de 2004 à 2005, il commande la 42e division de fusiliers motorisés de la Garde (Tchétchénie). Il lui est reproché d'avoir couvert des crimes de guerre de ses subordonnés à plusieurs occasions, notamment lors de l'opération de Borozdinovskaïa.
En 2005-2008, il est chef de l'état-major et premier vice-commandant de la 20e armée interarmes de la Garde (Voronej) ; d'avril à novembre 2008, il commande la 20e armée interarmes de la Garde.
De novembre 2008 à janvier 2010, il est chef de la direction opérationnelle principale de l'état-major général des forces armées de la fédération de Russie. Du 11 janvier au 10 décembre 2010, il est chef de l'état-major du district militaire Volga-Oural (Ekaterinbourg) ; du 10 décembre 2010 à avril 2012 il est chef d'état-major et premier vice-commandant des forces du district militaire central. En décembre 2010, il est promu au rang de lieutenant-général.
En 2012, il dirige un groupe de travail du ministère russe de la Défense pour créer une police militaire dans la perspective d'être nommé chef de la direction principale de la police militaire,. Sur la base des résultats des travaux, il a créé un corps militaire et une nouvelle structure et entre dans le classement des personnes les plus autorisées de Russie selon le Centre panrusse de recherche sur l'opinion publique (VTsIOM) et le magazine Le Reporter russe. Du 27 octobre 2012 jusqu'à octobre  2013, il est chef de l'état-major et premier vice-commandant du district militaire est.
En octobre 2013, il est nommé commandant des troupes du district militaire est. Le 12 décembre 2013, il devient  colonel-général.

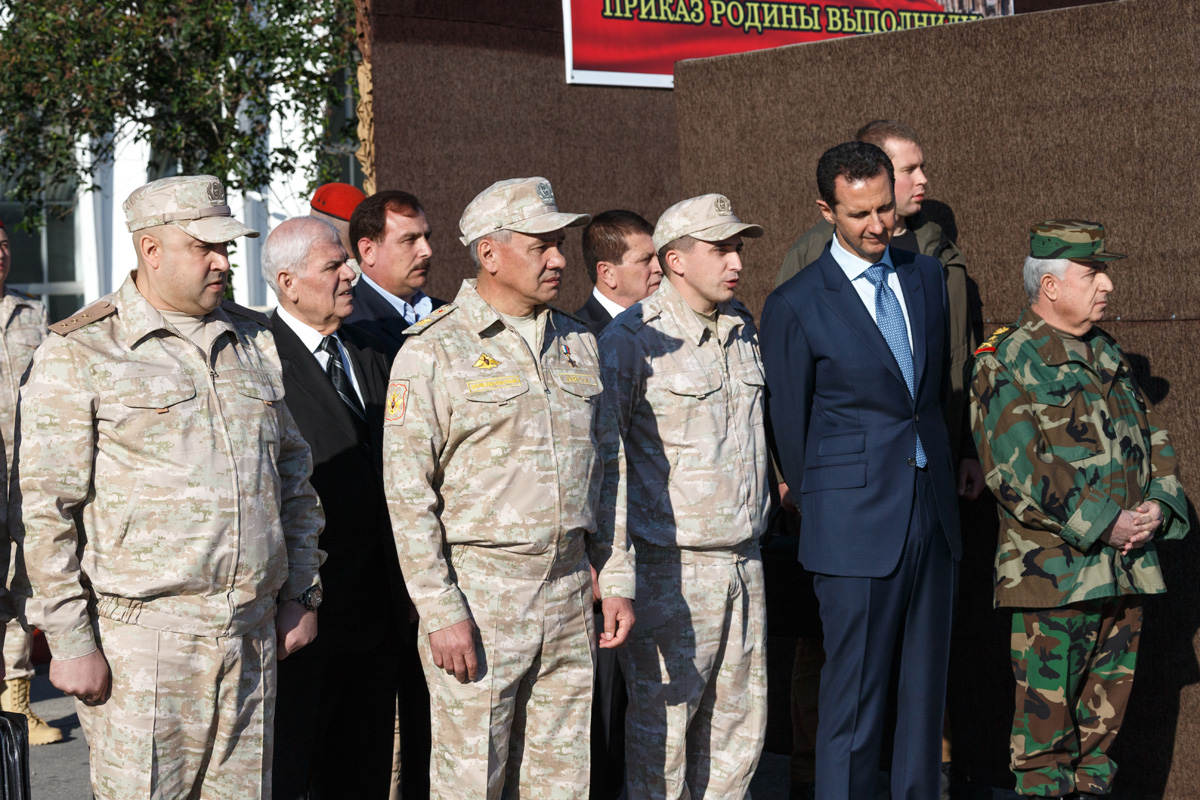
Sergueï Sourovikine avec Sergueï Choïgou et Bachar el-Assad (Damas, 11 décembre 2017).

De mars à décembre 2017, il commande les forces russes d'intervention en Syrie,. Il est alors surnommé le « boucher de Syrie », du même surnom que son prédécesseur, Alexandre Dvornikov en raison du grand nombre de victimes causées par leurs méthodes non conventionnelles et des bombardements sur des cibles civils perpétrés sous leurs commandements.
En septembre 2017, Sergueï Sourovikine forme un groupe opérationnel de police militaire pour débloquer un peloton de 29 militaires, entouré par des forces supérieures de terroristes. Le résultat est que les militaires russes sont tous libérés et que les terroristes islamistes subissent des pertes importantes. Sous le commandement du général Sergueï Sourovikine, l'opération réussit à atteindre ses objectifs dans la lutte contre les « terroristes » (selon la terminologie pro-Assad) et contribue à libérer plus de 95 % du territoire de la Syrie au profit du régime autoritaire de Bachar Al-Assad. La phase militaire active de l'intervention russe en Syrie est achevée le 11 décembre 2017, et les forces militaires russes commencent leur évacuation,,. Selon des experts militaires, c'est Sergueï Sourovikine qui a réussi à renverser le cours de la guerre en Syrie et à organiser la défaite des formations militaires rebelles et insurgées.
Il est nommé par décret présidentiel du 31 octobre 2017 commandant des forces aérospatiales de la fédération de Russie.

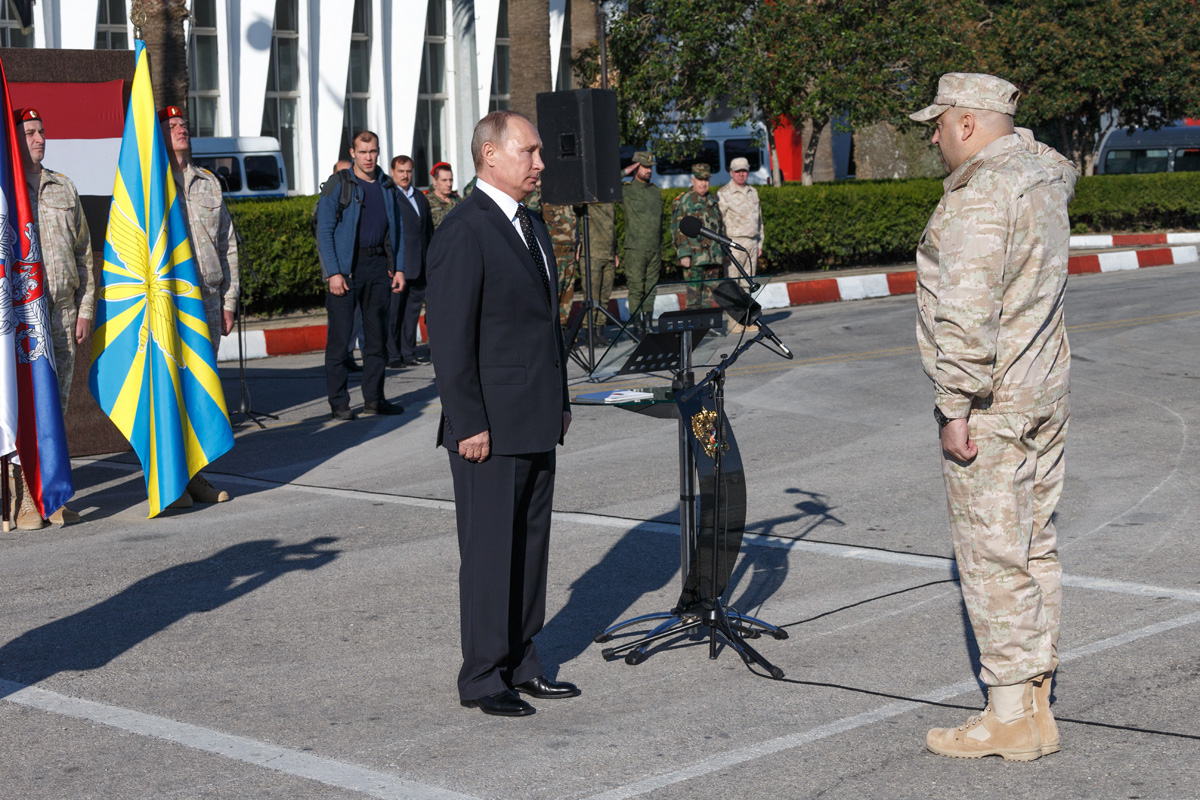
Prise de parole du président de la fédération de Russie à l'aéroport militaire de Lattaquié, en Syrie, le 11 décembre 2017.
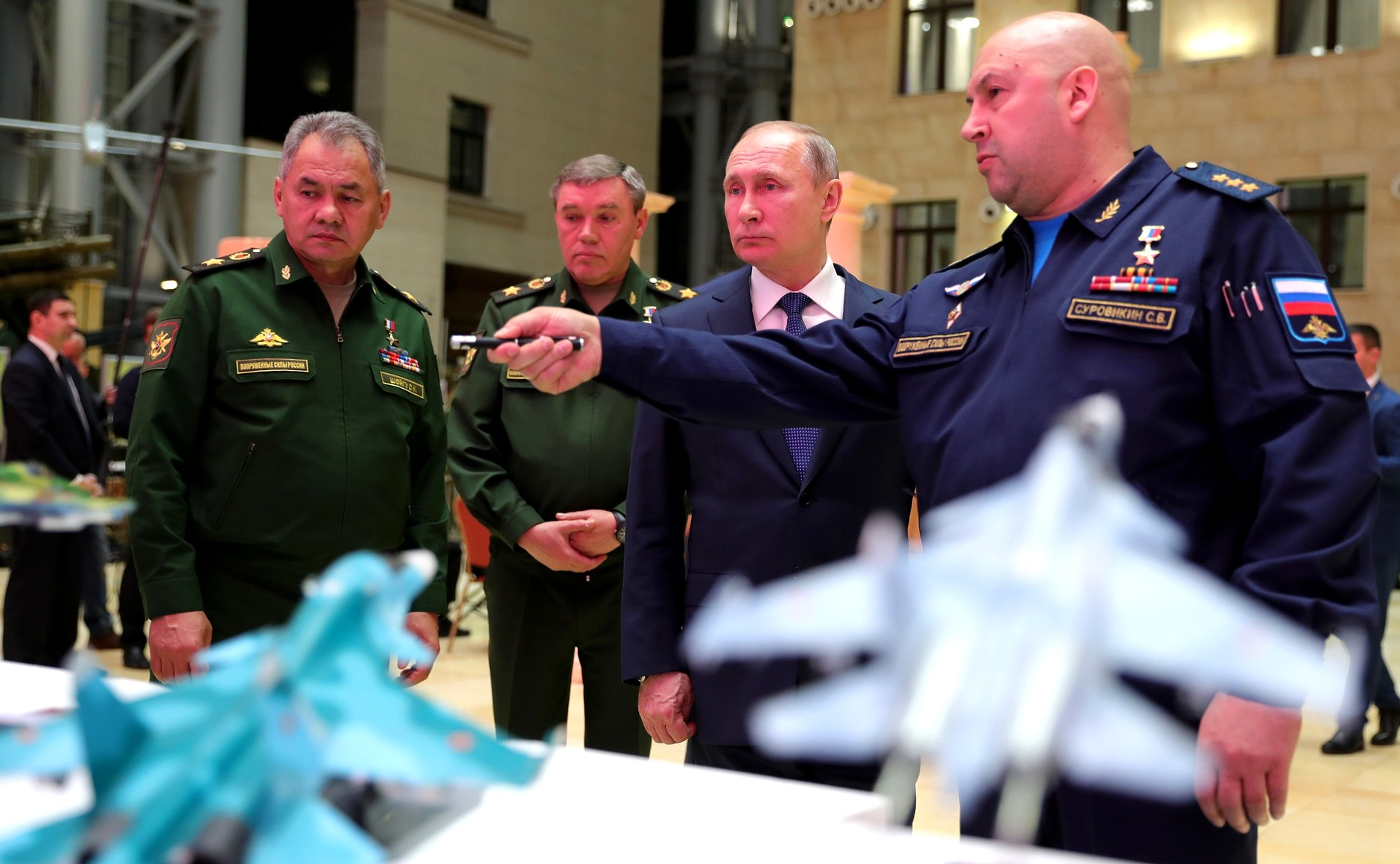
À l'exposition sur les résultats de l'opération spéciale en Syrie au ministère de la Défense de la fédération de Russie, le 30 janvier 2018.
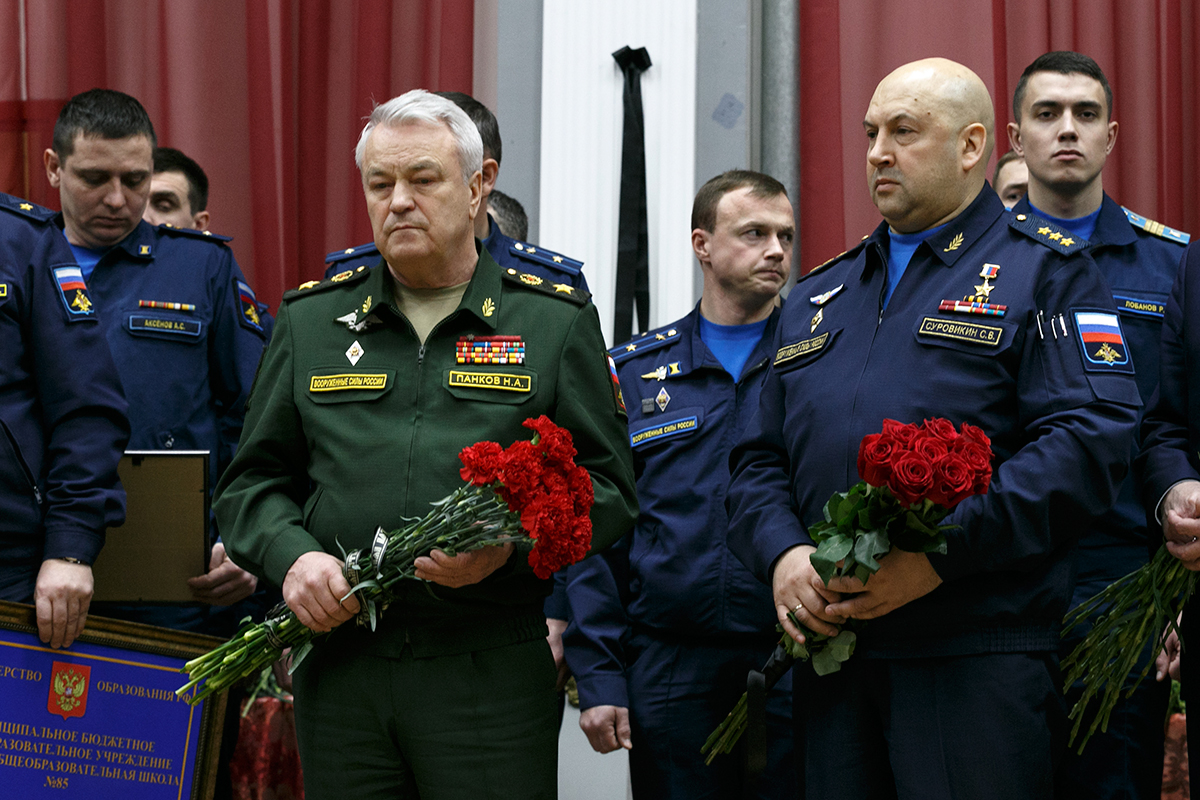
À la cérémonie d'adieu du héros de la fédération de Russie Roman Filipov, le 8 février 2018.
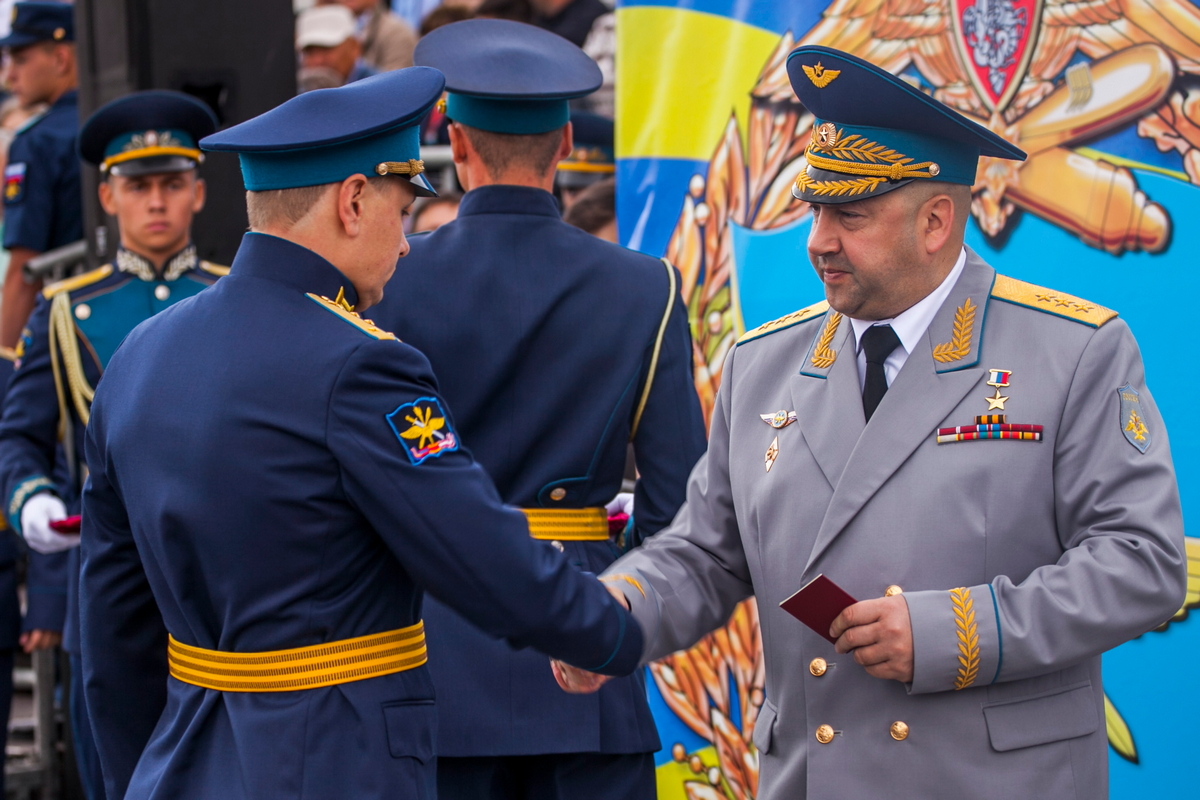
À la cérémonie de remise des diplômes de l'académie militaire aérienne de Voronej, le 29 juin 2019.

Il est le premier général interarmes à diriger ce type de troupes, notamment les forces aériennes, les forces de défense aérienne et antimissiles, et les forces spatiales de la fédération de Russie. Il est membre du collegium du ministère de la Défense de la fédération de Russie. Après cette nouvelle nomination, il demeure encore en Syrie jusqu'en décembre 2017 et continue à assurer son commandement neuf mois supplémentaires.
Le 28 décembre 2017, le président russe Vladimir Poutine décore le général Sergueï Sourovikine de la médaille d'or du héros de la fédération de Russie.
De janvier à avril 2019, il commande les forces russes dans l'opération militaire en Syrie. Sergueï Sourovikine commande le groupement russe de troupes en Syrie pendant plus d'un an, plus longtemps que n'importe lequel des officiers supérieurs qui ont occupé ce poste. Entre mai et août 2019, il dirige les forces russes pendant l'offensive de Khan Cheikhoun, avec pour objectif de récupérer la province d’Idleb, dernier bastion syrien aux mains des rebelles. Cette opération est caractérisée par des « douzaines d’attaques aériennes et terrestres sur des cibles civiles et des infrastructures, en violation du droit international », selon un rapport de Human Rights Watch de 2020.
Le 16 août 2021, il est nommé général d’armée.
Au cinquième mois de l'invasion de l'Ukraine par la Russie, le 24 juin 2022, le ministère de la Défense de la fédération de Russie déclare que le général Sourovikine a ordonné aux unités présentes, en qualité de commandant du groupe Sud des forces armées, d'encercler les forces ukrainiennes qui se trouvaient autour des villes de Gorskoïe et de Zolotoïe dans le Donbass,, villes qui sont dès lors entrées dans la république populaire de Lougansk.

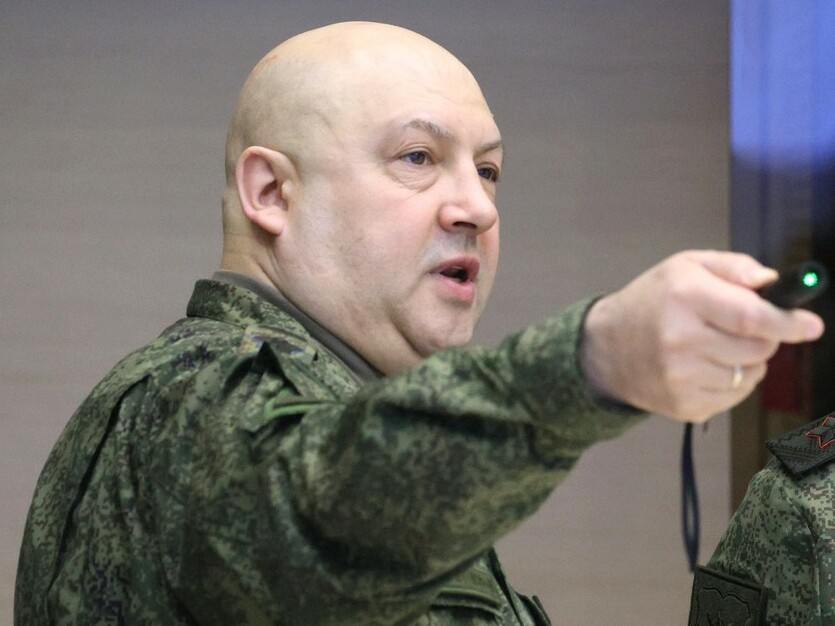
Sergueï Sourovikine en 2022.

Le 8 octobre 2022, il est nommé commandant du groupe militaire unifié des forces russes engagées dans l'invasion russe de l'Ukraine débutée en février. Il est remplacé à ce poste dès janvier 2023 par Valeri Guerassimov et devient l'assistant de ce dernier.
Le 28 juin 2023 au soir, le Moscow Times annonce l'arrestation du général Sergueï Sourovikine en raison de ses liens présumé avec le chef du groupe Wagner, Evgueni Prigojine, dans le contexte de la rébellion avortée de cette société paramilitaire engagée sur le front ukrainien.
Il est officiellement démis de ses fonctions militaires le 23 août 2023. Le même jour, Evgueni Prigojine et son associé Dmitri Outkine, meurent dans le crash de leur avion.

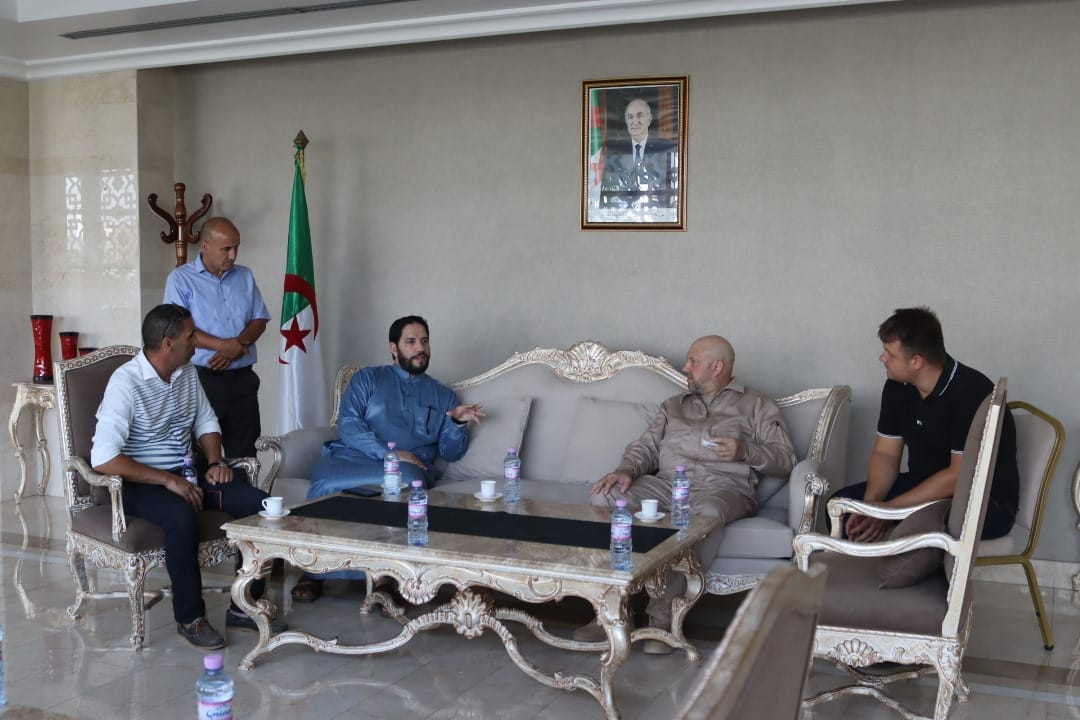
Apparition publique de Sourovikine à Oran (Algérie) en septembre 2023.

Sourovikine, aussi surnommé le « général Armageddon »,, est réapparu publiquement lors de la visite de la mosquée Abdelhamid Ben Badis à Oran, en Algérie, le 14 septembre 2023. Vêtu d'une tenue quasi-civile et accompagné de militaires russes en uniforme, il est reçu par l'Imam de la mosquée, Abou Abdallah Zebar, qui lui a fait visiter les lieux. Il est également aperçu lors d'une visite au fort de Santa Cruz situé sur les hauteurs d'Oran. Selon des médias russes, cette visite a été organisée par le ministère russe de la Défense. En juin 2025, Sergueï Sourovikine est officiellement affecté à l’ambassade russe à Alger pour consolider la « diplomatie militaire » russe en Afrique du Nord.

## Décorations
- Héros de la fédération de Russie
- Première classe de l'ordre du Mérite pour la Patrie
- Deuxième classe de l'ordre de Saint-Georges
- Médaille de l'ordre du Courage
- Médaille de l'ordre du Mérite militaire
- Médaille du Courage militaire
- Médaille "du mérite militaire"
- Médaille d'Honneur militaire
- Héros de la république populaire de Donetsk
- Médaille de l'ordre de la coopération militaire (Syrie)